# Limited Run Games
Limited Run Games ist ein amerikanischer Distributor und Publisher für Videospiele aus Apex (North Carolina). Das Unternehmen ist spezialisiert auf die Veröffentlichung begrenzter Sonderauflagen von Videospielen auf physikalischen Datenträgern. Die Titel stammen dabei oft von kleineren, unabhängigen Entwicklern, die ihre Spiele ansonsten überwiegend digital vertreiben. Das Angebot richtet sich unter anderem an Sammler von Videospielen und soll nach Willen der Gründer damit auch langfristig zum Erhalt der veröffentlichten Titel beitragen. Seit 2022 gehört es zur schwedischen Embracer Group.

## Geschichte
Limited Run wurde 2015 von Douglas Bogart und Josh Fairhurst, Entwickler und Gründer des Entwicklerstudios Mighty Rabbit Studios, gegründet. Das Studio befand sich zu dieser Zeit in einer schwierigen finanziellen Lage, da es kaum Auftragsarbeiten gab und der nächste Titel des Studios noch nicht fertig war. Fairhurst suchte daher nach zusätzlichen Einnahmequellen. Fairhurst gab seine Sammelleidenschaft und Bevorzugung von Spielen auf physikalischen Datenträgern als einen der Gründe für diesen Schritt an. Die Möglichkeit, ein eigenes Spiel auf Datenträger zu veröffentlichen, sei ein lang gehegter Traum gewesen. Für ihn als Indieentwickler brächte es zusätzlich den Vorteil, dass seine Spiele gegenüber einer rein digitalen Veröffentlichung langanhaltendere Bedeutung erreichen würde. Eine Neuauflage nach Abverkauf der Erstauflage schloss Fairhurst für Limited Run Games gleichzeitig aus. Als Vorbild wurde Brian Provincianos Veröffentlichung von Retro City Rampage genannt, die Fairhurst und Bogart dazu animierte, es ebenfalls zu versuchen. Ihre erste Veröffentlichung war das von Mighty Rabbit selbst entwickelte Breach & Clear in einer kleinen Testauflage von 1500 Exemplaren für die PlayStation Vita, als zweiter Titel das ebenfalls eigene Saturday Morning RPG für PlayStation 4 und Vita. Die Auflage von Breach & Clear war bereits zwei Stunden nach Verkaufsstart über die hauseigene Website abverkauft. Innerhalb kurzer Zeit erreichten Kopien des Spiels in Sammlerkreisen deutlich höhere Preise als den ursprünglichen Verkaufspreis.
Als erste externe Partner gewann Limited Run zum einen das Entwicklerstudio Oddworld Inhabitants, das seinen Titel Oddworld: New ’n’ Tasty! für PlayStation 4 und Vita in einer Auflage von jeweils 2500 Exemplaren produzieren ließ. Von Mike Bithell wurde Volume für die PlayStation Vita veröffentlicht. Im Prozess der physikalischen Veröffentlichung übernimmt Limited Run sämtliche Aufgaben im Zusammenhang mit der Herstellung der Datenträger und erhält im Gegenzug eine Umsatzbeteiligung vergleichbar zu digitalen Shopanbietern. In einigen Fällen konnten unabhängige Entwickler demnach auf diese Weise erheblich höhere Umsätze erzielen als mit dem rein digitalen Vertrieb ihrer Spiele.
Zunächst brachte Limited Run ausschließlich Spiele für PlayStation-Plattformen heraus, da Sonys Mindestabnahmemenge für Spiele auf Datenträgern deutlich geringer war als bei den Konkurrenten Nintendo und Microsoft. Um Verlust durch Überkapazitäten zu vermeiden, beschränkte sich das Unternehmen daher zunächst auf die PlayStation 4 und Vita. Insbesondere die Vita-Veröffentlichung erwiesen sich in den Anfangsjahren von Limited Run als besonders gefragt. Zu diesem Zeitpunkt wurde die Konsole bereits von Hersteller Sony kaum noch unterstützt und die Herstellung von Spielen auf Datenträger für die Plattform war stark zurückgefahren worden. Das Unternehmen veröffentlichte 2019 daher auch noch nach der offiziellen Einstellung der Produktion von Datenträgern und Konsolen durch Sony ein finales Lineup an Vita-Spielen. Seit 2018 veröffentlichte die Firma Spiele für die Nintendo Switch. Mai 2021 wurde schließlich auch eine Kooperation mit Microsoft über die Veröffentlichung von physikalischen Xbox-Spielen öffentlich gemacht. Der Erfolg von Limited Run Games führte zu diversen Nachahmern mit ähnlichem Konzept, darunter die Firmen Special Reserve Games, Super Rare Games, iam8bit und Strictly Limited.
Mit zunehmender Etablierung konnte Limited Run auch größere Entwickler und Publisher als Kunden gewinnen. Im Juni 2021 kündigte Limited Run beispielsweise ein exklusives Vertriebsabkommen für den nordamerikanischen Markt mit Wired Productions an. Gemeinsam wurde ein eigenes Label für limitierte Auflagen von Wired-Spielen erstellt, das sogenannte Black Label, beginnend mit der Veröffentlichung von Victor Vran. Limited Run erhielt die exklusiven Veröffentlichungsrechte im nordamerikanischen Raum.
Im August 2022 kündigte die schwedische Embracer Group die Übernahme von Limited Run Games an, innerhalb des Konzerns wurde es dem Geschäftsbereich Freemode zugeordnet.
Im Januar 2023 wurde die Community-Managerin Kara Lynne nach einer Auseinandersetzung bezüglich Hogwarts Legacy entlassen, da sie bei Twitter konservativen Accounts folgte und Tweets veröffentlichte, die von Kritikern als transphob bezeichnet wurden. LRG sagte dazu: „Wir respektieren alle Meinungen, setzen uns jedoch weiterhin für die Unterstützung einer integrativen Kultur ein.“